# マルガレータ・ア・ロムニエイ
マルガレータ・ア・ロムニエイ（ルーマニア語: Margareta a României, 1949年3月26日 - ）は、最後のルーマニア国王ミハイ1世の長女で、現在の「ルーマニア王室」の家長。かつてはマルガレータ・ホーエンツォレルン＝ジグマリンゲン（ルーマニア語: Margareta Hohenzollern-Sigmaringen）を名乗っていた。
長年「ルーマニア王女殿下」あるいは「ルーマニア王太子殿下」の儀礼称号を用いていたが、父ミハイ1世の引退を機に「ルーマニア王冠の守護者（ルーマニア語: Custode al Coroanei României）」の称号を、父の死後さらに「陛下」の敬称を用いている。
但し、現在のルーマニアの政治制度・法律上、「ルーマニア王室」やその地位、称号、権利や機能は、公式なものとして存在していない（ルーマニアは共和国であり、「ルーマニア王室」やその他の敬称は単なる自称に過ぎない）。
ルーマニア赤十字社総裁（2015年 - ）。

## 来歴

マルガレータ王女のロイヤルモノグラム

元ルーマニア国王ミハイ1世とその妻アナの間の長女（第1子）としてローザンヌで生まれた。父は1947年に祖国を追われており、4人の妹たちと一緒に両親の亡命先であるスイスとイギリスで育った。エディンバラ大学で政治学と自然科学を学んだ。大学時代、後にイギリスの首相となるゴードン・ブラウンと交際していたこともある。
大学卒業後はイギリスの各大学で社会学の教員として働いたり、世界保健機関（WHO）と提携する国際調査研究センターで働いた。1983年にはローマに移って国際連合食糧農業機関（FAO）で、1986年からは国際農業開発基金（IFAD）で働いた。1989年に国連職員としてのキャリアを辞してジュネーヴに移り、父が主導するルーマニア義捐金（Charity for Romania）の活動に参加した。
1990年2月、ブカレストのアンリ・コアンダ国際空港において、ルーマニアの教会関係の文化財を手荷物の中に忍ばせて国外に持ち出そうとしたとして、出国を阻止された。2004年、経済面の主な後援者であるBAEシステムズからの違法な献金疑惑がかけられた。マルガレータは同社の軍事兵器をルーマニア政府に斡旋する見返りとして、700万ドルを受け取ったとされている。

### 「ルーマニア王太子」

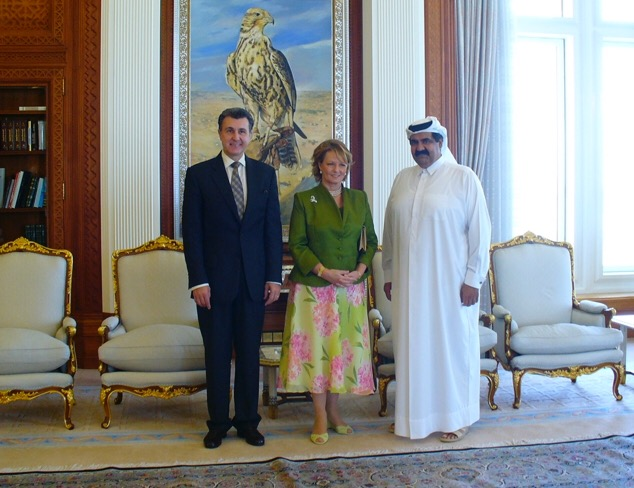
カタール首長ハマド・ビン・ハリーファ・アール＝サーニーと会見するマルガレータ夫妻（2009年10月13日）

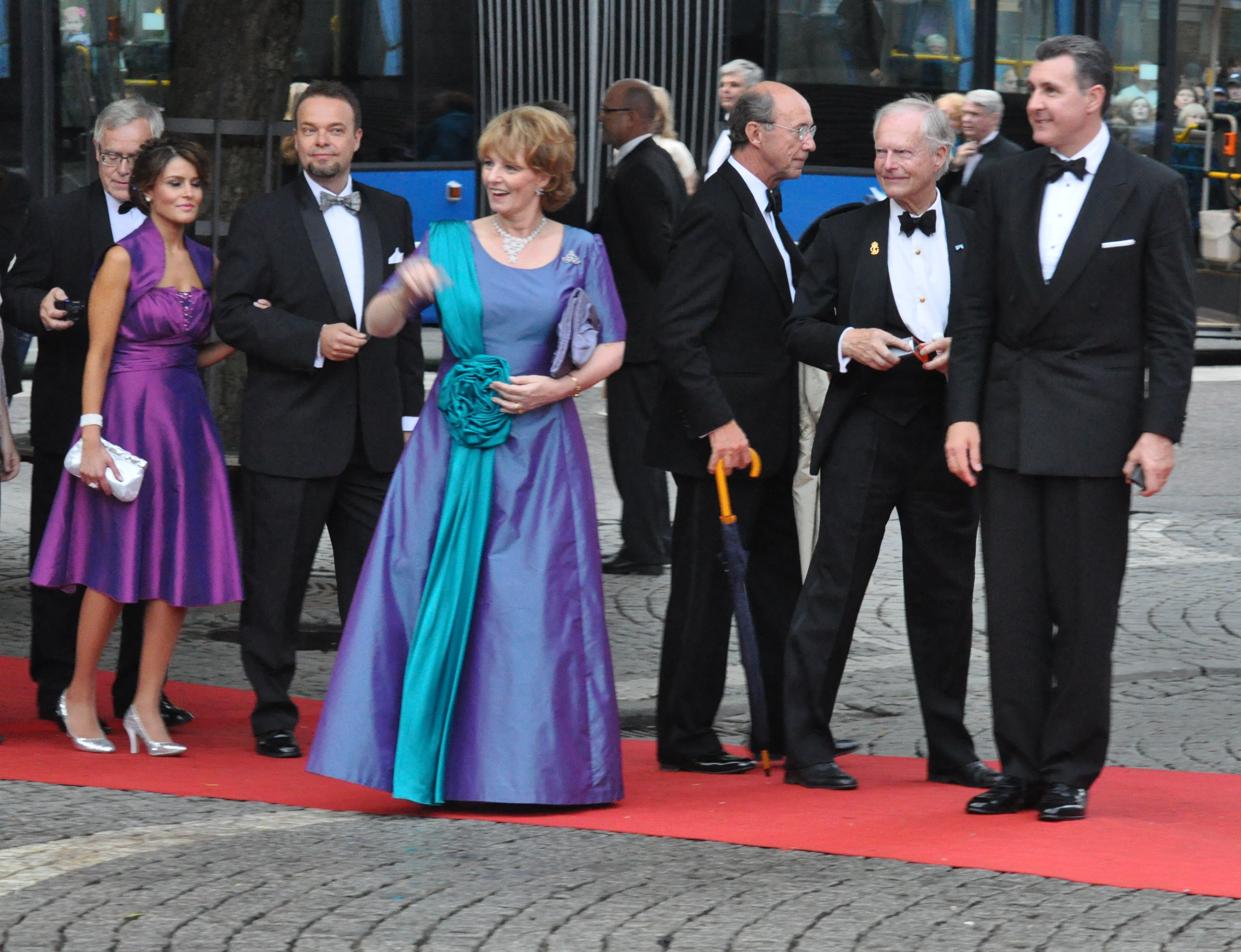
スウェーデン王太子ヴィクトリアの婚儀に参列（2010年6月18日）

父ミハイ1世には男子がなく、その没後は「ルーマニア王家」の本家筋にあたるホーエンツォレルン＝ジグマリンゲン侯家の家長であるフリードリヒ・ヴィルヘルムに「ルーマニア王位」請求権が移ることになっていた。しかし2007年12月30日の「ルーマニア王室基本家憲」の改定によって、マルガレータはミハイ1世の推定相続人となり、以降「ルーマニア王太子（Principesa Moștenitoare a României）」を名乗るようになった。
2011年、ホーエンツォレルン＝ジグマリンゲン家との絶縁に伴い、ホーエンツォレルン侯女の称号を放棄した。
2015年、ルーマニア赤十字社総裁に就任した。

### 「ルーマニア王冠の守護者」

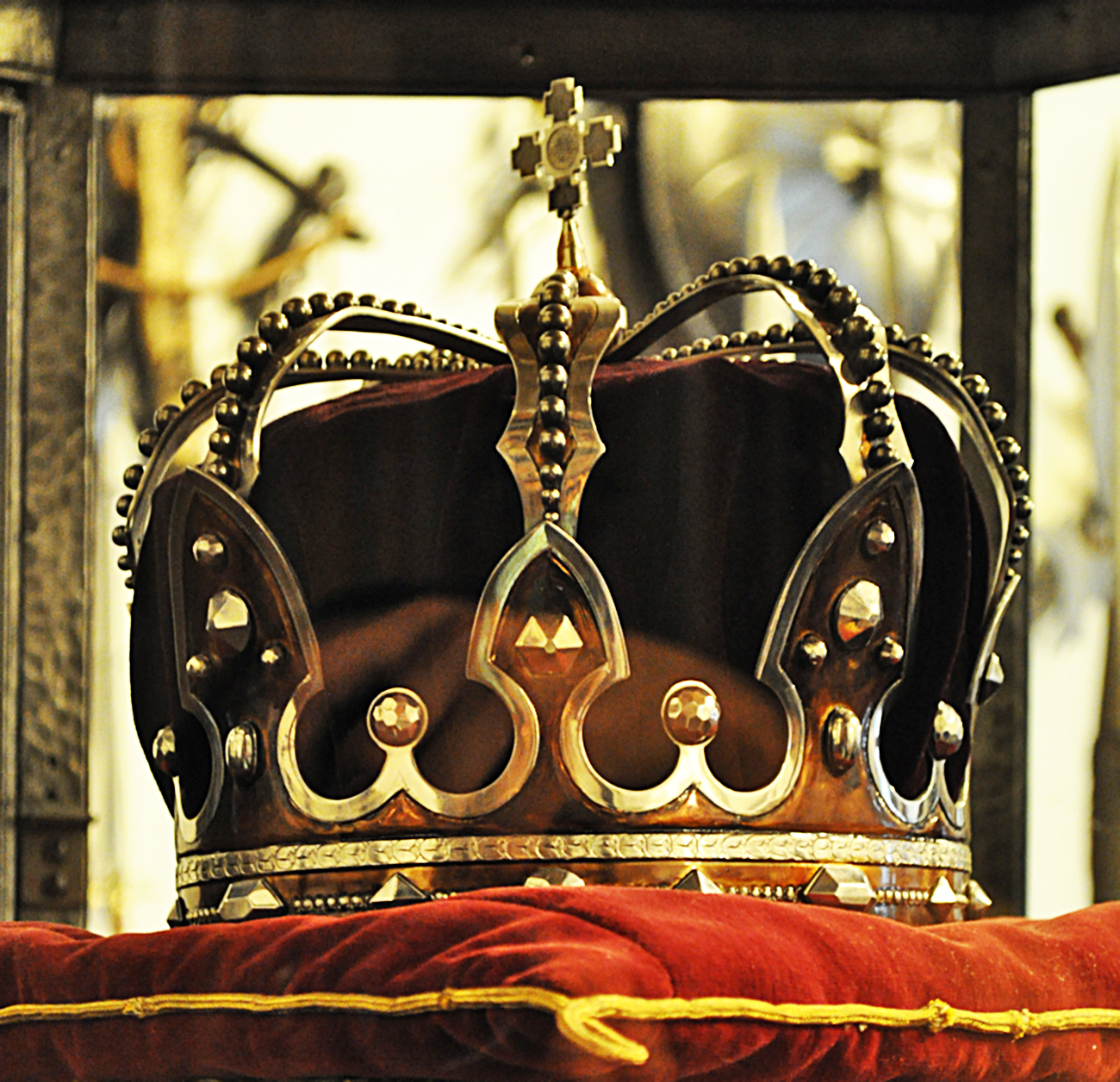
ルーマニア王権の象徴「鋼の王冠」

2016年3月2日、父ミハイ1世が病気療養のために引退すると、マルガレータは新たに「ルーマニア王冠の守護者（Custode al Coroanei României）」の称号を名乗るようになった。
2017年12月5日、父ミハイ1世が死去。同月11日から「ルーマニア王室」は「王室基本家憲」に従ってマルガレータに対して「陛下」の敬称を用い始めた。2007年の「王室基本家憲」によると、「王室」当主は「王（女王）」を称号とし、その敬称は「陛下」で、別の称号を用いることもできると定められている。そのため、マルガレータの正式な称号は「ルーマニア女王」であると解釈できる。
2019年6月、ルーマニア赤十字社総裁に再任された。

## 家族

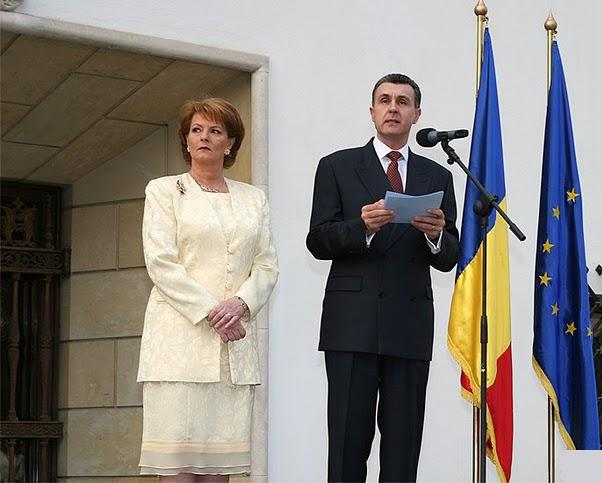
夫ラドゥと共に（2009年4月10日、エリサベータ宮殿）

1996年9月21日、ローザンヌにおいて11歳年下のルーマニア人実業家ラドゥ・ドゥダと結婚した。ラドゥは1997年1月1日にホーエンツォレルン侯家家長フリードリヒ・ヴィルヘルムより「ホーエンツォレルン＝フェリンゲン侯子（Prinz von Hohenzollern-Veringen）」の称号を、2005年12月30日に義父ミハイ1世より「ルーマニア王子（Principe al României）」の称号を名乗ることを認められた。
夫との間に子供がないため、すぐ下の妹エレナの娘エリザベータ・カリーナ・メドフォース＝ミルズ（Elisabeta Karina Medforth-Mills, 1989年 - ）が次世代の後継者になるとみられている。